# 小川隆 (俳優)
小川 隆（おがわ たかし、1891年10月21日 - 没年不詳）は、日本の俳優である。本名小川 義照（おがわ よしてる）、戦後の一時期、老川 健（おいかわ けん）とも名乗った。

## 人物・来歴
1891年（明治24年）10月21日、東京府東京市日本橋区馬喰町（現在の東京都中央区日本橋馬喰町）に生まれる。
獣医学校に進学、同学を卒業したが、琵琶の教師になる。島村抱月による芸術演劇学校に入学、抱月らが1913年（大正2年）に設立した「第一次芸術座」に入団して創立メンバーとなり、同年、帝国劇場で上演された『サロメ』で初舞台を踏んだ。1917年（大正6年）に同劇団を脱退した澤田正二郎らが結成した「新国劇」、中田正造の「新声劇」を経て、自らの名を冠した「小川隆一座」を結成した。その後も明石潮の一座、伊川八郎らの「新潮座」といった劇団を転々としたという。新たに「国劇第一線座」を主宰、1929年（昭和4年）に日活と提携する。この時期に前後して、6歳年下の新劇俳優・常盤操子（本名 粟津ゆき、1897年 - 1959年）と結婚しており、妻の常盤は、その前年、先に日活太秦撮影所に入社していた。同年3月25日に公開されたサイレント映画『雲井龍雄』（監督清瀬英次郎）に主演して、映画界にデビューした。このときに、小川の「国劇第一線座」から日活に入社した俳優に、小林重雄（のちの小林重四郎）がいる。1930年（昭和5年）2月7日に公開された『貝殻一平 第一篇』（監督清瀬英次郎・岡田敬）に始まる4部作で主演、同年3月28日に公開された『高瀬舟』（監督仏生寺弥作）、1931年（昭和6年）1月30日に公開された『恩愛五十両』（監督稲垣浩）に主演したほか、多くの作品に主演、大作では脇に回って好演した。1933年（昭和8年）からは、フリーランスとなった。
1936年（昭和11年）2月18日付の京都日出新聞（現在の京都新聞）では、「剣劇と映画で活躍した小川隆が廃業し、大阪で電気マッサージ、太陽燈治療所を開設」と報じられている。1934年（昭和9年） - 1939年（昭和14年）の時期には、映画への出演記録は見当たらない。
1940年（昭和15年）以降、フリーランスとして、日活京都撮影所のトーキー作品に出演し、脇を固めた。1942年（昭和17年）1月10日、戦時統制により、日活の製作部門が新興キネマなどと合併して大映が設立された後も、引き続いて日活京都撮影所改め大映京都撮影所の映画に出演した。
第二次世界大戦終結後は、大映京都撮影所の所属俳優となった。1949年（昭和24年）に一時的に「老川 健」と改名したが、のちにもとに戻している。妻の常盤は1951年に引退したが、小川は、満62歳になった1953年（昭和28年）11月12日に公開された『魔剣』（監督安達伸生）で太閤秀吉を演じ、1954年（昭和29年）3月3日に公開された『番町皿屋敷 お菊と播磨』（監督伊藤大輔）に青山左近将監の役で出演したのを最後に引退した。
晩年は、歯科医の資格を取得し、京都府京都市右京区太秦多藪町にあった大映京都撮影所の同町内で、歯科医院を開業していたという。1959年（昭和34年）9月、妻の常盤操子を病気によって亡くした（満61歳没）。その後、時期は不明であるが、『日本映画俳優全集・男優編』（キネマ旬報社）が発行された1979年（昭和54年）10月23日の時点では、すでに死去したものとされている。没年不詳。

## フィルモグラフィ
すべてクレジットは「出演」である。公開日の右側には役名、および東京国立近代美術館フィルムセンター（NFC）、マツダ映画社所蔵などの上映用プリントの現存状況についても記す。同センターなどに所蔵されていないものは、とくに1940年代以前の作品についてはほぼ現存しないフィルムである。資料によってタイトルの異なるものは併記した。

### 日活太秦撮影所
すべて製作は「日活太秦撮影所」、配給は「日活」、すべてサイレント映画である。
- 『雲井竜雄』（『雲井龍雄』[9]） : 監督清瀬英次郎、1929年3月25日公開 - 雲井龍雄（主演）
- 『研辰膝栗毛』 : 監督仏生寺弥作、1929年5月20日公開 - 研屋辰次（主演）
- 『熱火』 : 監督志波西果、1929年6月20日公開 - 大和田隼人（主演）
- 『日活行進曲 早駕籠は西へ』 : 監督志波西果、1929年7月7日公開 - 早水藤左衛門
- 『安達元右衛門』 : 監督志波西果、1929年9月7日公開 - 安達元右衛門（主演）
- 『修羅城 水星篇 火星篇』 : 監督池田富保、1929年10月1日公開 - 小幡勘兵衛
- 『魔剣籠釣瓶』 : 監督渡辺邦男、1929年12月6日公開 - 間坂次郎左衛門（後に佐の屋次郎左衛門・主演）
- 『旗本風流陣』 : 監督仏生寺弥作、1930年1月23日公開 - 詫間源十郎
- 『馬子の唄』 : 監督仏生寺弥作、1930年1月31日公開 - 馬子九六（主演）
- 『貝殻一平 第一篇』 : 監督清瀬英次郎・岡田敬、1930年2月7日公開 - 松平主税之介（主演）
- 『貝殻一平 第二篇』 : 監督清瀬英次郎・岡田敬、1930年2月7日公開 - 松平主税之介（主演）
- 『高瀬舟』 : 監督仏生寺弥作、1930年3月28日公開 - 日雇人足・喜助（主演）
- 『元禄快挙 大忠臣蔵 天変の巻 地動の巻』 : 監督池田富保、1930年4月1日公開 - 棟梁藤兵衛、1分尺の断片が現存（NFC所蔵[10]）
- 『貝殻一平 第三篇』 : 監督清瀬英次郎、1930年4月11日公開 - 青木鉄生
- 『貝殻一平 完結篇』 : 監督清瀬英次郎、1930年4月18日公開 - 青木鉄生
- 『続大岡政談 魔像篇第一』 : 監督伊藤大輔、1930年5月15日公開 - 壁辰
- 『天晴れ三太』 : 監督仏生寺弥作、1930年5月30日公開 - 主演
- 『涙の道化師』 : 監督渡辺邦男、1930年10月10日公開 - 東平（主演）
- 『恩愛五十両』 : 監督稲垣浩、1931年1月30日公開 - 左官・長五郎（主演）
- 『刃影悲帖』 : 監督仏生寺弥作、1931年2月6日公開 - 藤六右近行光（主演）
- 『天の邪鬼』[9]（アーマンジャック[9]、『天の邪魔』[5][6]） : 監督仏生寺弥作、1931年2月24日公開 - 天の邪鬼・松平武寛（主演）
- 『荒木又右衛門』 : 監督辻吉郎、1931年5月15日公開 - 松平伊豆守
- 『殉教血史 日本二十六聖人』 : 監督池田富保、1931年10月1日公開 - 原田喜右衛門、96分尺で現存（NFC所蔵[10]）
- 『続大岡政談 魔像解決篇』 : 監督伊藤大輔、1931年10月14日公開 - 壁辰
- 『田原坂最後の偵察』 : 監督深川ひさし、1932年2月18日公開 - 主演
- 『国定忠治 旅と故郷の巻』（『国定忠治 旅と故郷篇』[6]、『国定忠治 旅と故郷』[10]） : 監督稲垣浩、製作片岡千恵蔵プロダクション、1933年3月15日公開 - 坊主晃円、1分尺の断片が現存（NFC所蔵[10]）
- 『国定忠治 流浪転変の巻』 : 監督稲垣浩、製作片岡千恵蔵プロダクション、配給日活、1933年6月1日公開 - 坊主晃円
- 『国定忠治 霽れる赤城の巻』（『国定忠治 完結篇 霽れる赤城の巻』[9]） : 監督稲垣浩、製作片岡千恵蔵プロダクション、1933年10月12日公開 - 坊主晃円

### 日活京都撮影所
すべて製作は「日活京都撮影所」、配給は「日活」、以降すべてトーキーである。
- 『宮本武蔵 第一部 草分の人々 第二部 栄達の門』 : 監督稲垣浩、1940年3月31日公開 - 奈良井屋大蔵
- 『宮本武蔵 剣心一路』 : 監督稲垣浩、1940年4月18日公開 - 奈良井屋大蔵
- 『若様評判記 前篇 油断大敵の巻』 : 監督国木田三郎、1940年6月6日公開 - 父・一飄斎
- 『大楠公』 : 監督池田富保、1940年6月16日公開 - 三好蔵人
- 『若様評判記 後篇 奮起一番の巻』 : 監督国木田三郎、1940年6月20日公開 - 父・一飄斎
- 『続清水港』（『續清水港』[10]、1957年改題『清水港代参夢道中』） : 監督マキノ正博、1940年7月10日公開 - 清水次郎長、89分尺で現存（NFC所蔵[10]）
- 『風雲将棋谷 前篇』 : 監督荒井良平、1940年8月15日公開 - 仏の仁吉
- 『風雲将棋谷 完結篇』 : 監督荒井良平、1940年9月12日公開 - 仏の仁吉
- 『鳥人』 : 監督丸根賛太郎、1940年10月24日公開 - 彦右衛門
- 『織田信長』（1954年公開題『風雲児信長』） : 監督マキノ正博、1940年11月14日公開 - 木田内記（特別出演）、91分尺で現存（NFC所蔵[10]）
- 『討入前夜』 : 監督丸根賛太郎、1941年1月14日公開 - 吉良上野介
- 『姿なき復讐 第一部・激浪の闇 第二部・戦慄の街』 : 監督松田定次、1941年7月8日公開 - 岡部監物
- 『右門捕物帖 幽霊水芸師』 : 監督菅沼完二、1941年8月14日公開 - 浜右衛門、10分尺の断片が現存（NFC所蔵[10]）
- 『江戸最後の日』 : 監督稲垣浩、1941年11月28日公開 - 新門辰五郎、97分尺で現存（NFC所蔵[10]） / 95分尺で現存（マツダ映画社所蔵[12]）
- 『柳生大乗剣』 : 監督池田富保、1942年1月14日公開 - 真田不仏斉
- 『江戸の龍虎』 : 監督丸根賛太郎、1942年2月19日公開 - 毛谷村大全

### 大映京都撮影所
特筆以外すべて製作は「大映京都撮影所」、特筆以外すべて配給は「大映」である。
- 『伊賀の水月』 : 監督池田富保、配給映画配給社、1942年8月13日公開 - 荒尾志摩、83分尺で現存（大映所蔵DVD[13]）
- 『三代の盃』（1953年改題『花嫁一本刀』[7]） : 監督森一生、配給映画配給社、1942年12月11日公開
- 『富士に立つ影』 : 監督池田富保・白井戦太郎、配給映画配給社、1942年12月27日公開 - 北見祐之、82分尺で現存（大映所蔵DVD[13]）

- 『殴られたお殿様』[5][7]（『殴られた殿様』[6][8]） : 監督丸根賛太郎、1946年3月21日公開 - 稲葉主殿頭
- 『扉を開く女』 : 監督木村恵吾、1946年4月25日公開 - 栗崎道圭
- 『飛ぶ唄』 : 監督菅英雄、1946年6月20日公開 - 沙多木
- 『お夏清十郎』 : 監督木村恵吾、1946年7月11日公開 - 神崎兵庫
- 『国定忠治』 : 監督松田定次、1946年9月10日公開 - 貞然、72分尺で現存（大映所蔵DVD[13]）
- 『滝の白糸』 : 監督木村恵吾、1946年10月1日公開 - 六勝亭主人
- 『槍おどり五十三次』 : 監督森一生、1946年11月26日公開 - 凡河、78分尺で現存（NFC所蔵[10]）
- 『恋三味線』 : 監督野淵昶、1946年12月17日公開

- 『天下の御意見番を意見する男』 : 監督木村恵吾、1947年4月22日公開
- 『田之助紅』 : 監督野淵昶、1947年6月10日公開 - 市川海老蔵
- 『月の出の決闘』 : 監督丸根賛太郎、1947年7月15日公開 - 役名不明、78分尺で現存（大映所蔵DVD[13]）
- 『逃亡者』 : 監督仁科紀彦、1947年10月7日公開
- 『素浪人罷通る』 : 監督伊藤大輔、1947年10月28日公開 - 阿部式部、81分尺で現存（NFC所蔵[10]）
- 『母恋星』 : 監督安田公義、1949年6月12日公開 - 薬局主、「老川健」名義
- 『山を飛ぶ花笠』 : 監督伊藤大輔、1949年9月11日公開 - 弥兵衛、「老川健」名義、83分尺で現存（NFC所蔵[10]）
- 『待っていた象』 : 監督安田公義、1949年11月20日公開 - 中村家の主人、「老川健」名義
- 『千両肌』 : 監督冬島泰三、製作新演伎座、配給大映、1950年7月15日公開 - 役名不明、「老川健」名義

- 『乞食大将』 : 監督松田定次、1945年製作・1952年4月30日公開（初公開） - 黒田惣兵衛、62分尺で現存（NFC所蔵[10]）
- 『花嫁一本刀』（1942年公開題『三代の盃』） : 監督森一生、1953年2月3日公開[7]
- 『魔剣』 : 監督安達伸生、1953年11月12日公開 - 太閤秀吉
- 『番町皿屋敷 お菊と播磨』[6][7][8][10]（『お菊と播磨』[5]） : 監督伊藤大輔、1954年3月3日公開 - 青山左近将監、93分尺で現存（NFC所蔵[10]）